# Весёлкин, Игорь Петрович
Весёлкин Игорь Петрович (8 марта 1915, Раненбург, Рязанская губерния, Российская империя, — 1997, Санкт-Петербург, Российская Федерация) — советский живописец, сценограф, педагог, член Санкт-Петербургского Союза художников (до 1992 года — Ленинградской организации Союза художников РСФСР).

## Биография
Родился 8 марта 1915 года в городе Раненбурге Рязанской губернии в семье железнодорожного служащего. В 1930 после семи классов средней школы поступил в Рязанский художественный техникум, который окончил в 1934 году. В 1936 был принят на живописный факультет Ленинградского института живописи, скульптуры и архитектуры. Занимался у Александра Деблера, Бориса Фогеля, Александра Сегала, Михаила Платунова.
В 1947 окончил институт по мастерской Михаила Бобышова. Дипломная работа — оформление спектакля «Кремлёвские куранты» по одноимённой пьесе Николая Погодина, отмеченная в том же году премией Художественного фонда СССР. В 1947 году Весёлкин был принят в аспирантуру при ЛИЖСА имени И. Е. Репина, в 1951 защитил диссертацию на соискание учёной степени кандидата искусствоведения.
Одновременно с 1947 года Весёлкин работал над оформлением спектаклей для ленинградских и московских театров: «У нас на земле» (О. Берггольц и П. Макогоненко, БДТ имени М. Горького, 1948 год), «Илья Головин» (С. Михалков, МХАТ имени М. Горького, 1949 год), «Мещане» (М. Горький, МХАТ имени М. Горького, 1950 год), «Дачники» (М. Горький, МХАТ имени М. Горького, 1951 год), «Родные поля» (Ленинградский театр оперы и балета имени С. Кирова, 1953 год).
С 1946 года Весёлкин участвовал в выставках, экспонируя свои работы вместе с произведениями ведущих мастеров изобразительного искусства Ленинграда. Наряду с оформлением театральных постановок писал портреты, пейзажи, натюрморты, жанровые композиции, натурные этюды. Работал в технике масляной и темперной живописи, акварели, карандашного рисунка. В 1947 году был принят в члены Ленинградского Союза художников.
Творческую манеру Игоря Весёлкина — живописца отличает приверженность натурному письму, мастерское владение пленэром, искусная передача тональных отношений и световоздушной среды. Техника письма и фактура холста варьировались от тонкой акварельной живописи до корпусной кладки краски, их выбор определялся художником исходя из задач, ставившихся в конкретной работе. Среди произведений, созданных Весёлкиным в станковой живописи, картины «Портрет студента», «Мужской портрет» (обе 1951), «Огни новостроек» (1952), «Пароходик на Оке» (1953), «Портрет художника Б. И. Калманова», «Обнажённый натурщик», «Пристань на Оке» (все 1955), «Друг», «Вид из окна», «После дождя», «Лунная ночь» (все 1956), «Портрет матери», «Карпаты. Гора Синюха», «Рыбы» (все 1958), «Под Рязанью», «Приокские поймы» (обе 1959), «Сергей Есенин» (1960), «Портрет Г. З. Левина», «Портрет В. М. Орешникова», «Огни новостроек» (все 1965), «У окна. Георгины» (1966), «Есенин с матерью», «В избе» (обе 1967), «На родине Есенина» (1971), «Портрет юриста Н. И. Марковой» (1972), «Великие планы», «Рязанская колхозница Е. И. Майорова» (обе 1975), «Подруги Ира и Света» (1976), «Пушкин в Михайловском» (1977), «Сергей Есенин» (1980) и другие.
С 1951 года начинается педагогическая работа Весёлкина в Московском институте прикладного и декоративного искусства. В 1952 в связи с переводом института в Ленинград и его объединением с ЛВХПУ имени В. И. Мухиной Весёлкин также возвращается в Ленинград. Преподавал сначала в ЛВХПУ имени В. И. Мухиной, затем — в Ленинградском институте живописи, скульптуры и архитектуры имени И. Е. Репиина, профессором которого был с 1989 года.
Скончался в Санкт-Петербурге в 1997 году.
Произведения И. П. Весёлкина находятся в Государственном Русском музее, в музеях и частных собраниях в России, Германии, Великобритании, Франции и других странах.
Дочь Ирина. Обучаясь в Академии художеств, проживала в доме 15 по 10-й линии Васильевского острова, ей удалось спасти 24 изразца печей школы К. И. Мая, находившейся в соседнем доме.

## Выставки
- 1951 год (Ленинград): Выставка произведений ленинградских художников.
- 1956 год (Ленинград): Осенняя выставка произведений ленинградских художников.
- 1957 год (Мурманск): Передвижная выставка произведений ленинградских художников , с участием Евгении Антиповой, Николая Баскакова, Игоря Веселкина, Вячеслава Загонека, Ростислава Вовкушевского, Михаила Канеева, Майи Копытцевой, Бориса Корнеева, Татьяны Копниной, Елены Костенко, Олега Ломакина, Евсея Моисеенко, Михаила Натаревича, Самуила Невельштейна, Ивана Савенко, Виктора Тетерина, Николая Тимкова, Елены Скуинь и других мастеров изобразительного искусства Ленинграда.
- 1958 год (Ленинград): Осенняя выставка произведений ленинградских художников.
- 1960 год (Москва): Советская Россия. Республиканская художественная выставка.
- 1965 год (Ленинград): Весенняя выставка произведений ленинградских художников.
- 1967 год (Москва): Советская Россия. Третья Республиканская художественная выставка.
- 1971 год (Ленинград): Наш современник. Каталог выставки произведений ленинградских художников 1971 года.
- 1972 год (Ленинград): По Родной стране. Выставка произведений ленинградских художников.
- 1975 год (Ленинград): Наш современник. Зональная выставка произведений ленинградских художников.
- 1976 год (Ленинград): Портрет современника. Пятая выставка произведений ленинградских художников.
- 1976 год (Москва): Изобразительное искусство Ленинграда.
- 1977 год (Ленинград): Выставка произведений ленинградских художников, посвящённая 60-летию Великого Октября.
- 1980 год (Ленинград): Зональная выставка произведений ленинградских художников.
- 1994 год (Петербург): Ленинградские художники. Живопись 1950-1980 годов.
- 1994 год (Петербург): Этюд в творчестве ленинградских художников 1940-1980 годов.
- 1995 года (Петербург): Лирика в произведениях художников военного поколения. Живопись. Графика.
- 1996 год (Петербург): Живопись 1940-1990 годов. Ленинградская школа.